# Marian Orlowski
Marian Orlowski (* 29. April 1993 in Lüdenscheid, Deutschland) ist ein deutscher Handballspieler. Seine Körpergröße beträgt 1,95 m.

## Karriere
Orlowski wurde unter anderem beim VfL Gummersbach ausgebildet, für den er als 18-Jähriger in der Saison 2011/12 bereits zwei Spiele in der Handball-Bundesliga bestritt und einmal im Europapokal der Pokalsieger eingesetzt wurde. Er hatte zahlreiche Berufungen in die DHB-Nachwuchsteams. Ab 2012 spielte Orlowski für den deutschen Zweitligisten ASV Hamm-Westfalen. Zu Beginn der Saison 2016/17 schloss er sich dem deutschen Erstligisten TVB 1898 Stuttgart an. Ab dem Sommer 2018 stand er beim TuS N-Lübbecke unter Vertrag. Im Sommer 2020 kehrte er zum ASV Hamm-Westfalen zurück. Im Februar 2024 wechselte er zum Drittligisten TV Emsdetten.
Orlowski spielt vor allem im linken Rückraum.

## Privates
Orlowski studiert Mathematik und Sport auf Lehramt.